# L'impareggiabile Godfrey (film 1957)
L'impareggiabile Godfrey (My man Godfrey) è un film del 1957 diretto da Henry Koster.

## Analisi
È ispirato al romanzo del 1935 Park Avenue di Eric Hatch, che scrisse anche la sceneggiatura, ed è il remake del film omonimo diretto da Gregory La Cava nel 1936.

## Trama
In un'eccentrica famiglia di nuovi ricchi, i Bullock, una delle figlie, Irene, si porta a casa Godfrey Smith, un poveraccio che la ragazza vuole aiutare dandogli un lavoro. Gli fanno fare il maggiordomo e Godfrey si rivela ben presto indispensabile per tutti gli appartenenti alla famiglia, fino a salvarli perfino dalla rovina finanziaria. Scopriranno poi che Godfrey non è quello che hanno sempre creduto, ma che appartiene a una distinta famiglia della buona società.

## Distribuzione
Il film uscì in prima a New York l'11 ottobre 1957, distribuito dalla Universal. 
In Italia uscì nelle sale il 22 maggio 1958.

## Riconoscimenti
David Niven fu candidato ai Golden Globe 1958 come miglior attore.